# Alex Arlitt
Alexis Elaine Arlitt (Houston, Texas; 25 de agosto de 1993) es una futbolista estadounidense que juega como defensora. Su último equipo fue el Utah Royals FC de la National Women's Soccer League.

## Biografía
Fue a la Escuela Secundaria Clear Lake.

### Universidad
Arlitt jugó al fútbol universitario para los LSU Tigers de 2011 a 2015. Después de una lesión en el tobillo que la obligó a perderse todas las competiciones, menos cuatro durante la temporada 2014, solicitó una camiseta roja médica y se le concedió un quinto año de elegibilidad para la temporada de 2015.

## Estadísticas

### Clubes
| Club                     | País           | Año         |
| ------------------------ | -------------- | ----------- |
| FC Kansas City           | Estados Unidos | 2016 - 2017 |
| Western Sydney Wanderers | Australia      | 2016 - 2017 |
| Utah Royals              | Estados Unidos | 2018        |